# Eino Tamberg
Eino Tamberg (Tallinn, 27 maggio 1930 – Tallinn, 24 dicembre 2010) è stato un compositore estone.

## Biografia
Nato e cresciuto a Tallinn studiò composizione con Eugen Kapp al Conservatorio di Tallinn, diplomandosi nel 1953. La sua prima opera di successo in patria è il suo ciclo di canzoni Viis romanssi Sándor Petöfi luulele del 1955, ispirate dalla poesia di Sándor Petőfi nonché il suo Concerto Grosso del 1956, con il quale ha vinto una medaglia d'oro al Festival Internazionale della Musica di Mosca. Tamberg è considerato uno dei più importanti esponenti della corrente di composizione anti-romantica dei primi anni 1950. Ha iniziato ad acquisire fama fuori dai confini nazionali a partire dagli anni 1960, grazie alle sue musiche per il teatro e alle sue opere sinfoniche.
Tamberg è stato uno dei più importanti musicisti neoclassici del suo paese, nonostante i suoi lavori siano reputati più vicini all'espressionismo. Ha svolto docenze presso l'Accademia Estone di Musica a partire dal 1969, divenendo titolare di cattedra dal 1987.

## Opere
Tra i suoi lavori più celebri ricordiamo il balletto Johanna tentata (1971) e il Trumpet Concerto No. 1 (1972). Tamberg ha inoltre scritto concerti per violino (1981), sassofono (1987), clarinetto (1996), fagotto (2000), violoncello (2001) ed un secondo concerto per tromba (1997).
La sua seconda opera, Cyrano de Bergerac è stata rappresentata per la prima volta nel 1976. Quest'opera risente delle influenze del primo barocco e della tradizione del belcanto. È suddivisa in tre atti ed un epilogo (Op. 45) ed è stata scritta due anni prima grazie ad un libretto di Jaan Kross, tratto dal Cyrano de Bergerac di Edmond Rostand.
In occasione del 50º anniversario delle Nazioni Unite nel 1995 compone Celebration Fanfaresse, eseguita poi a New York sotto la direzione del maestro Neeme Järvi.